# Cushmanidea subjaponica
Cushmanidea subjaponica is een mosselkreeftjessoort uit de familie van de Cushmanideidae. De wetenschappelijke naam van de soort is voor het eerst geldig gepubliceerd in 1959 door Hanai.